# Allochernes wideri
Espèce
Synonymes
- Chelifer wideri C. L. Koch, 1843
- Chernes oblongus Menge, 1855
- Chelifer phaleratus Simon, 1879
- Allochernes wideri transcaucasicus Kobakhidze, 1964

Allochernes wideri est une espèce de pseudoscorpions de la famille des Chernetidae.

## Distribution
Cette espèce se rencontre en Europe, en Afrique du Nord, au Moyen-Orient et en Asie du Sud. Elle a été observée au Royaume-Uni, en Norvège, en Suède, en Finlande, en Lettonie, en Pologne, au Danemark, en Allemagne, en Belgique, en France, en Espagne, en Algérie, en Italie, en Suisse, en Autriche, en Tchéquie, en Slovaquie, en Hongrie, en Bosnie-Herzégovine, en Bulgarie, en Russie, en Turquie, en Géorgie, en Arménie, en Azerbaïdjan, en Iran, au Pakistan et en Inde.

## Liste des sous-espèces
Selon Pseudoscorpions of the World (version 3.0) :
- Allochernes wideri phaleratus (Simon, 1879)
- Allochernes wideri wideri (C. L. Koch, 1843)

## Publications originales
- C. L. Koch, 1843 : Die Arachniden. Getreu nach der Natur abgebildet und beschrieben. C. H. Zeh'schen Buchhandlung, Nürnberg, vol. 10, p. 37-142 (texte intégral).
- Simon, 1879 : Les Ordres des Chernetes, Scorpiones et Opiliones. Les Arachnides de France, p. 1-332.